# Medmassa celebensis
Medmassa celebensis là một loài nhện trong họ Corinnidae.
Loài này thuộc chi Medmassa. Medmassa celebensis được Christa L. Deeleman-Reinhold miêu tả năm 1995.